# کریستوف زیمرمن
کریستوف زیمرمن (انگلیسی: Christoph Zimmermann؛ زادهٔ ۱۲ ژانویهٔ ۱۹۹۳) بازیکن فوتبال اهل آلمان و باشگاه باشگاه فوتبال نوریچ سیتی است.